# جان روبارتس
جان روبارتس (انگلیسی: John Robarts؛ ‏ ۱۱ ژانویهٔ ۱۹۱۷ – ۱۸ اکتبر ۱۹۸۲) سیاست‌مدار و حقوق‌دان اهل کانادا و هفدهمین نخست‌وزیر پارلمانی انتاریو از سال ۱۹۶۱ تا ۱۹۷۱ میلادی بود.
وی دانش‌آموختهٔ رشتهٔ مدیریت اجرایی کسب و کار در دانشگاه وسترن انتاریو و رشتهٔ حقوق در دانشکده حقوق هال اسگوود بود و در جریان جنگ جهانی دوم در نیروی دریایی سلطنتی کانادا و در کشتی اچ‌ام‌اس اوگاندا (۶۶) خدمت کرد.